# Teresa Moller
Teresa Moller (Santiago, 1958) é uma arquitecta paisagista chilena.

## Biografia
Nascida em Santiago, Chile, Moller estudou dois anos no instituto profissional Incacea antes de abandonar a carreira e migrar para Nova York, onde estudou design de paisagem no Jardim Botánico da mesma cidade.
Ao retornar ao Chile, abriu seu estúdio de paisagismo, desenvolvendo projetos em seu país, além de Argentina, Alemanha, China e Austrália.
Em 2005, desenvolveu Punta Pite, o projeto de paisagismo para a estrada pedestre que liga as cidades de Zapallar e Papudo no Chile, onde criou quatro espaços públicos en um caminho feito de pedra canteada com 1,5 quilómetros de extensão. Em 2011, o projeto Punta Pite foi incluído em Blanca Montaña (Branca Montanha), um livro que reúne as obras mais destacadas da arquitectura chilena dos últimos 20 anos.
Em 2008, a revista inglêsa Garden Ilustrated considerou Moller como uma das dez paisagistas mais interessantes do mundo até então.
Em 2016, fez parte da exposição internacional da Bienal de Arquitectura de Veneza, curada por Alejandro Aravena, com a proposta Catch the landscape, na qual montou uma série de peças de mármore travertino extraídas de uma pedreira no deserto de Atacama, no Chile.
Em 2021, ganhou o Prêmio Global de Arquitetura Sustentável, junto aos arquitetos paraguaios Glória Cabral, José Cubilla e Solano Benítez.

## Estilo
O trabalho de Moller tem sido definido como uma exploração da "relação entre natureza, arquitetura e flora nativa".
  

Em 2017, por ocasião de sua conferência na Sylvester Baxter Lecture do Harvard GSD, a instituição descreveu seu trabalho:
"A observação atenta, combinada com o conhecimento da paisagem existente, são as chaves [de Teresa Moller] para desenvolver projetos socioculturais que aproximam a natureza das pessoas, ajudando-as a encontrar equilíbrio em um meio urbano em constante mudança".
Cinco anos depois, a crítica espanhola Anatxu Zabalbeascoa sugeriu que Moller "tenta transformar obstáculos em oportunidades [e] expõe a topografia".

## Publicações
- Unveiling the Landscape (2014, Hatje Cantz)
- Reflexiones en el paisaje, junto a Jimena Martignoni (2022, Arquine)[11]